# Валак (царь)
Валак (или Балак; ивр. בָּלָק Ḇālāq‎ = «пустой», «праздный») — ветхозаветный персонаж; сын Сепфора, моавитский царь во время завоевания евреями Моисея Заиорданской области; вместе с мадианитянами призывал ясновидца-прорицателя Валаама из Месопотамии для проклятия евреев. Упоминания: Чис. 22—24, Нав. 24:9, Суд. 11:25.
Упоминается также в Книге пророка Михея (Мих. 6:5), и в Откровении Иоанна Богослова (Откр. 2:14).

## Сюжет
Согласно Числ., 22—24, Валак, сын Сепфора (Циппоры), был царём моавитян во время завоевания евреями Заиорданской области. Его предшественник уступил аморейскому царю Сихону всю область, расположенную севернее реки Арнона (Чис. 21:26), так что прежняя столица страны Ир-Моаб (עיר מוענ; Чис. 22:36 — «город-Моава»), которую разрушил Сихон (21:28), стала крайним пограничным городом моавитян. Столицей при Валаке стал один из городов, лежавших южнее.
Испуганный блестящими победами израильтян над Сихоном, Валак вступил в союз с мадианитянами (22:4, 7). Кроме того, он обратился к месопотамскому ясновидцу Валааму (Билеаму) с просьбой проклясть израильтян и тем даровать ему над ними победу (22:6; Нав. 24:9). Валак обещал Валааму за это много даров, и Валаам, соблазнившись, поехал к Валаку, но на пути был остановлен ангелом, которого видела ослица, но не видел Валаам. Несмотря на эту остановку, Валаам приехал к Валаку и взошёл с ним на гору, где был приготовлен жертвенник с убитыми тельцами и овцами для проклятия. Валак ждал, однако Валаам не только не проклял израильтян, но, наоборот, трижды их благословил, — на разных горах, именованных в Книге Чисел: «Вааловы высоты», «Фасга» и «Фегор, обращённый к пустыне». После этого Валак, по-видимому, отказался от своих воинственных планов и даже не принимал участия в последовавшей вскоре войне мадианитян.

## Критическая точка зрения
Рассказ о Валаке извлечён из двух древних источников (яхвиста и элохиста) Пятикнижия. В их основании, как полагают авторы ЕЭБЕ, лежат исторические события Возможно, имя этого царя упоминается на стеле царя Меша.

## Упоминания в литературе
Лев Толстой использовал эпизод о Валаке и Валааме в своём «Послесловии» (1905) к рассказу Чехова «Душечка» (1898).